# Canis lupus occidentalis
El lobo del Mackenzie (Canis lupus occidentalis) es un lobo de gran tamaño de color variable entre el negro y el gris blanquecino. Fue descubierto en el valle del Río Mackenzie, de donde recibió el nombre. Su área de distribución se extiende desde la desembocadura del río Mackenzie, en el Océano Glacial Ártico hasta el noroeste de Estados Unidos.

## Anatomía
Los lobos del Mackenzie miden típicamente unos 80–85 cm, en la cruz, y el peso de los machos es aproximadamente de unos 55 a 80 kg. El pelaje varía de blanco hasta negro, pasando por varios tonos de gris. Siendo más comunes los grises y los menos comunes los blancos. Tienen el pelaje largo durante todo el año, pero en los meses más cálidos mudan su pelaje de invierno y lo sustituyen por uno más corto.

## Alimentación
Los lobos del Mackenzie se alimentan de grandes herbívoros, animales domésticos, carroña, roedores, pequeños carnívoros, peces, reptiles, anfibios, insectos y fruta. Algunos individuos se han especializado en la caza de ganado, entre 1995 y 2001 los lobos de Yellowstone mataron 50 ovejas y 12 vacas. Los ejemplares solitarios se alimentan de liebres, conejos y carroña. Las manadas de las tundras del norte se alimentan principalmente del caribú, seguido del buey almizclero. En las llanuras templadas su presa favorita es el wapití, seguido del bisonte, el ciervo de cola blanca y el ciervo mulo; en los bosques el wapití es su presa predilecta, seguido del alce, el ciervo de cola blanca y el ciervo mulo. En las montalñas Rocosas se alimentan básicamente de borregos cimarrones, seguidos de las cabras blancas de las Rocosas. 
El lobo del Mackenzie fue introducido en el Parque nacional de Yellowstone para mantener controlada la población del wapiti, el bóvido más extendido, debido a su gran éxito de adaptabilidad a cualquier nuevo ambiente. Pueden correr a 60 km/h, pudiendo mantener una velocidad constante durante 20 km. El macho encabeza la caza, pero según se hace más viejo le cede el honor a los lobos más jóvenes, en cualquier caso, es él quien asesta el mordisco mortal. Prefieren empujar a sus presas hacia zonas llanas y desnudas y evitar las zonas arboladas o rocosas. Para cazar grandes presas los lobos las muerden en los flancos para destriparlas o herirlas de gravedad y así ralentizarlas y finalmente rematarlas con un mordisco en la garganta. Las pequeñas presas son asesinadas con un mordisco en la garganta.

## Comportamiento
Es una de las subespecies de lobo con las mayores manadas , entre 5 a 12 lobos, pero la manada Druit del parque nacional de Yellowstone alcanzó los 36 individuos, cubriendo vastos territorios de entre 200 km² a 1.500 km². Las escaramuzas fronterizas son comunes y pueden cobrarse la vida de algún lobo. Cuando una manada intenta apoderarse de un territorio persiguen a la manada hasta el fin de su territorio con el fin de matar a los alfas, los subordinados de la antigua manada pueden ser asesinados, expulsados o admitidos dependiendo del temperamento de la nueva manada y del número de ejemplares que la componen. Si una manada es demasiado grande puede estallar el caos y los ejemplares subordinados, hijos incluidos, pueden llegar a matar a los alfas, a veces sus padres, para apoderarse del territorio.